# Geordie Shore (1.ª temporada)
A primeira temporada de Geordie Shore, um programa de televisão britânico com sede em Newcastle upon Tyne, começou a ser exibida em 24 de maio de 2011 na MTV. A série foi concluída em 12 de julho de 2011 após 6 episódios e 2 especiais, incluindo uma reunião apresentada por Russell Kane e um episódio mostrando os melhores momentos da temporada. De 23 a 30 de agosto de 2011, 2 especiais em Magaluf foram ao ar na MTV, no entanto, estes episódios são destaque no DVD dá 2ª temporada. A série mostra o relacionamento turbulento de Holly com Dan chegando ao fim, o início do relacionamento amoroso/odioso de Gaz e Charlotte e o relacionamento rochoso de Jay e Vicky. Esta foi a única temporada que Greg Lake participou.

## Elenco
- Charlotte Crosby
- Gaz Beadle
- Greg Lake
- Holly Hagan
- James Tindale
- Jay Gardner
- Sophie Kasaei
- Vicky Pattison

### Duração do elenco
| Membros   | 1.ª temporada | 1.ª temporada | 1.ª temporada | 1.ª temporada | 1.ª temporada | 1.ª temporada | MM | MM |
| Membros   | 1             | 2             | 3             | 4             | 5             | 6             | 1  | 2  |
| Charlotte |               |               |               |               |               |               |    |    |
| Gaz       |               |               |               |               |               |               |    |    |
| Greg      |               |               |               |               |               |               |    |    |
| Holly     |               |               |               |               |               |               |    |    |
| James     |               |               |               |               |               |               |    |    |
| Jay       |               |               |               |               |               |               |    |    |
| Sophie    |               |               |               |               |               |               |    |    |
| Vicky     |               |               |               |               |               |               |    |    |
| --------- | ------------- | ------------- | ------------- | ------------- | ------------- | ------------- | -- | -- |

Notas
     = "Membro" é destaque neste episódio.
     = "Membro" chega na casa.
     = "Membro" sai voluntariamente da casa.
     = "Membro" volta para a casa.
     = "Membro" não aparece neste episódio.
     = "Membro" deixa a série.

## Episódios
| No. na série | No. na temporada | Título        | Transmissão original | Duração    | Visualizações no UK |
| ------------ | ---------------- | ------------- | -------------------- | ---------- | ------------------- |
| 1            | 1                | Episódio 1    | 24 de maio de 2011   | 60 minutos | 635,000             |
| 2            | 2                | Episódio 2    | 31 de maio de 2011   | 60 minutos | 578,000             |
| 3            | 3                | Episódio 3    | 7 de junho de 2011   | 60 minutos | 650,000             |
| 4            | 4                | Episódio 4    | 14 de junho de 2011  | 60 minutos | 610,000             |
| 5            | 5                | Episódio 5    | 21 de junho de 2011  | 60 minutos | 691,000             |
| 6            | 6                | Episódio 6    | 28 de junho de 2011  | 60 minutos | 634,000             |
| —            | —                | "The Reunion" | 5 de julho de 2011   | 60 minutos | 406,000             |
| —            | —                | "The Reunion" | 12 de julho de 2011  | 60 minutos | 176,000             |

### Especiais Magaluf
| No. na série | No. na temporada | Título              | Transmissão original | Duração    | Visualizações no UK |
| ------------ | ---------------- | ------------------- | -------------------- | ---------- | ------------------- |
| 7            | 7                | "Magaluf Madness 1" | 23 de agosto de 2011 | 60 minutos | 464,000             |
| 8            | 8                | "Magaluf Madness 2" | 30 de agosto de 2011 | 60 minutos | 490,000             |

## Classificação
| Episódio          | Data                 | Classificação oficial da MTV | Classificação semanal da MTV | Classificação oficial da MTV+1 | Total de telespectadores da MTV |
| ----------------- | -------------------- | ---------------------------- | ---------------------------- | ------------------------------ | ------------------------------- |
| Episódio 1        | 24 de maio de 2011   | 568,000                      | 1                            | 67,000                         | 635,000                         |
| Episódio 2        | 31 de maio de 2011   | 545,000                      | 1                            | 33,000                         | 578,000                         |
| Episódio 3        | 7 de junho de 2011   | 625,000                      | 1                            | 25,000                         | 650,000                         |
| Episódio 4        | 14 de junho de 2011  | 534,000                      | 1                            | 76,000                         | 610,000                         |
| Episódio 5        | 21 de junho de 2011  | 620,000                      | 1                            | 71,000                         | 691,000                         |
| Episódio 6        | 28 de junho de 2011  | 592,000                      | 1                            | 42,000                         | 634,000                         |
| The Reunion       | 5 de julho de 2011   | 374,000                      | 1                            | 32,000                         | 406,000                         |
| Best Bits         | 12 de julho de 2011  | 149,000                      | 1                            | 27,000                         | 176,000                         |
| Magaluf Madness 1 | 23 de agosto de 2011 | 346,000                      | 1                            | 118,000                        | 464,000                         |
| Magaluf Madness 2 | 30 de agosto de 2011 | 414,000                      | 1                            | 76,000                         | 490,000                         |